# Towarzystwo Demokratyczne Polskie

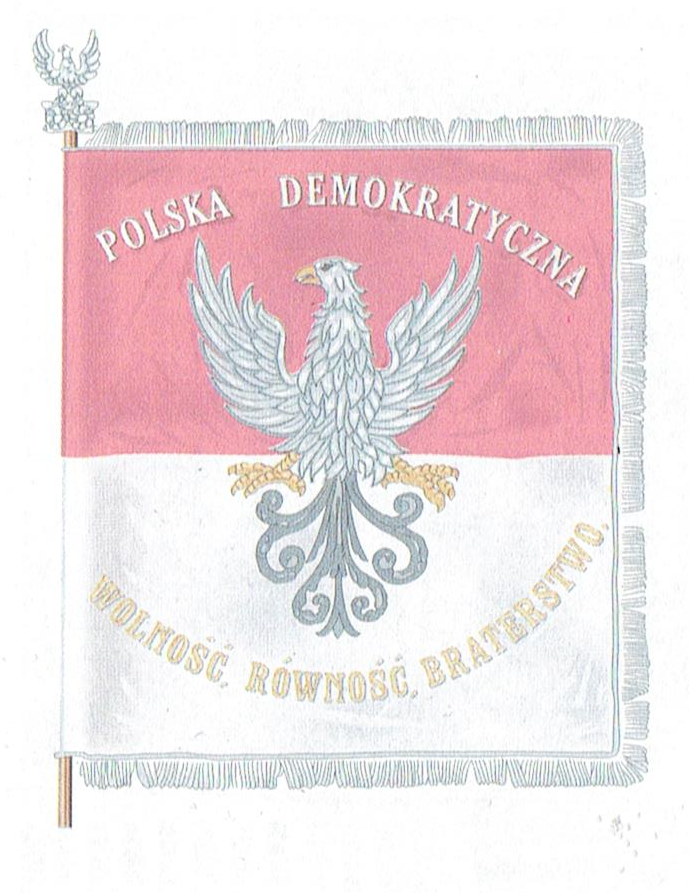
Sztandar TDP ok. 1832 r.

Towarzystwo Demokratyczne Polskie – republikańsko-demokratyczna organizacja emigracyjna, utworzona w Paryżu 17 marca 1832 r. przez Jana Nepomucena Janowskiego, Tadeusza Krępowieckiego, Kazimierza Aleksandra Pułaskiego i innych. Jedno z najważniejszych stronnictw politycznych Wielkiej Emigracji. Było to najliczniejsze ugrupowanie demokratyczne emigracji polskiej, zbliżone organizacyjnie do partii politycznej. Zamierzali oni odbudować Rzeczpospolitą siłami samych Polaków.

## Historia

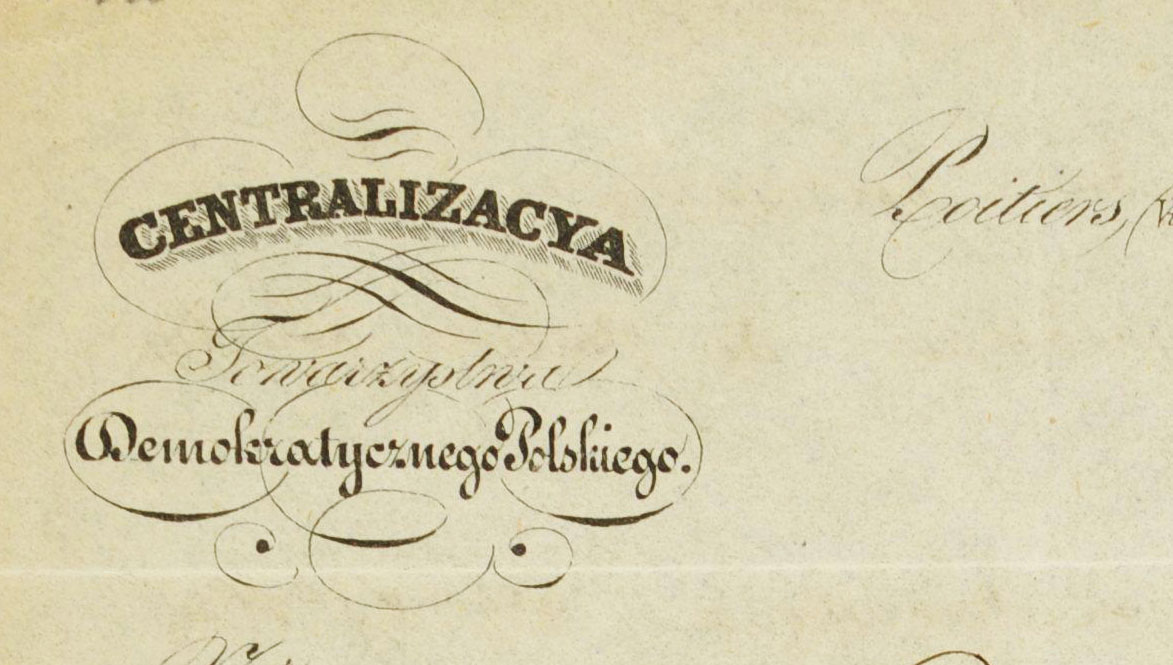
Winieta listu Centrali TDP w Poitiers (1838)

TDP wyodrębniło się z działającego w latach 1831–1832 w Paryżu Komitetu Narodowego Polskiego. Według TDP należało w krótkim czasie oczekiwać wybuchu powstania we wszystkich trzech zaborach, z szerokim udziałem ludu. Wtedy chłopi mieli otrzymać na własność użytkowaną przez siebie ziemię, bez płacenia dziedzicom odszkodowania. Przyszła Polska miała być demokratyczną republiką, szanującą podstawowe prawa obywatelskie (w tym prawo własności). Członkowie TDP wierzyli w „braterstwo ludów”, szukając współdziałania z rewolucjonistami i ruchami demokratycznymi z innych krajów europejskich. Jak bardzo nadzieje te okazały się płonne, miała pokazać Wiosna Ludów w 1848 r. Niedawni przyjaciele Polski odmawiali jej prawa do istnienia. Nie spełniły się również nadzieje TDP na szybkie i udane powstanie w kraju. Organizowane przez wysłanników TDP (tzw. emisariuszy) w latach trzydziestych XIX w. spiski i próby powstańcze zostały rozbite przez władze rosyjskie. TDP zorganizowano w sekcje terytorialne. Centralną była paryska, potem poitierska. Na czele TDP od 1836 r. stała Centralizacja; ważniejsze kwestie poddawano pod ogólną dyskusję. 
Pierwszy program TDP został ogłoszony w tzw. „Małym Manifeście” 17 marca 1832 przez grupę założycieli z Tadeuszem Krępowieckim i Aleksandrem Pułaskim na czele, o wyraźnych tendencjach internacjonalistycznych, mówił o „wspólnej dla wszystkich ziemi i jej owocach”. W swym programowym manifeście TDP głosiło, iż powstanie listopadowe upadło, gdyż nie odwołało się do ludu. Przyszła walka Polaków o wolność winna być powstaniem ludowym, rewolucją narodową i społeczną. A przyszła Polska będzie demokratyczną republiką, która pogrzebie przywileje stanowe, podział na bogaczy i nędzarzy, ziemia i wszelkie dobro należeć będą do ogółu pracujących obywateli. Te hasła i dążenia wypisano i na sztandarze Towarzystwa. Dla przeciwstawienia się emigracyjnemu stronnictwu konserwatywnemu, skupionemu wokół księcia Czartoryskiego, które używało za swe godło orła białego w koronie - na sztandarze TDP wyhaftowano białego orła bez korony, na biało czerwonym tle. Nad głową orła biegł napis: „Polska Demokratyczna” a na dole „Wolność, Równość, Braterstwo”. Drugi manifest programowy TDP ogłoszono 4 grudnia 1836 w Poitiers, już po wystąpieniu z TDP Tadeusza Krępowieckiego i Stanisława Worcella. Ta deklaracja zwana jest „Wielkim Manifestem” lub „Manifestem Poitierskim”. W stosunku do „Małego manifestu” była ona bardziej zachowawcza: nie akcentowano w niej już programu antyszlacheckiego.
Od 1840 działacze TDP przygotowywali powstanie, które miało objąć wszystkie trzy zabory, z udziałem ludu. W 1845 roku po aresztowaniu Walentego Stefańskiego, z TDP połączył się Związek Plebejuszy. Po klęsce Powstania 1846 i upadku Wiosny Ludów w 1849 Centralizacja przeniosła się do Londynu, a jej pracami kierował Wojciech Darasz. Nastąpiła wówczas radykalizacja programu agrarnego TDP. Nawiązano kontakty z Aleksandrem Hercenem i z Centralnym Komitetem Demokracji Europejskiej. W 1862 r., nie działające właściwie już od 1857 r. (po rozłamie dokonanym przez Ludwika Mierosławskiego) TDP formalnie się rozwiązało. Organy prasowe: „Demokrata Polski”, „Przegląd Dziejów Polskich” i satyryczna „Pszonka”.
Jego najwybitniejszymi działaczami byli m.in. Tadeusz Krępowiecki, Wojciech Darasz, Jan Kanty Podolecki, Wiktor Heltman, Stanisław Worcell i Ludwik Mierosławski. Pismem TDP był Demokrata Polski. Na skrajnej lewicy emigracyjnej znajdowały się Gromady Ludu Polskiego (Grudziąż, Humań i Praga), Program Gromad głosił połączenie walki ludu o niepodległość z pełną likwidacją własności prywatnej w przyszłej Polsce. Część emisariuszy została tzw. burzycielami chłopów. Jednym z najbardziej gorliwych wyznawców idei lewego skrzydła TDP był filozof, publicysta i działacz społeczny Edward Dembowski, który zorganizował w Królestwie Polskim Związek Narodu Polskiego.

## Wybitni członkowie Towarzystwa Demokratycznego Polskiego
Do struktur Towarzystwa wstąpiło w przeciągu całej jego działalności kilka tysięcy osób (Marian Tyrowicz wymienia ok. 4450 nazwisk), jednak ich liczba w jednym roku nigdy nie przekraczała 1600 osób. W pierwszym roku działalności (1832) były to 52 osoby; w latach następnych liczebność gwałtownie wzrastała. Poniższa lista wymienia nazwiska niektórych z najwybitniejszych przedstawicieli TDP:
- Konstanty Bobczyński
- Józef Tadeusz Borzęcki
- Ignacy Czernik
- Józef Czerski
- Wojciech Darasz
- Henryk Dmochowski
- Seweryn Dziewicki
- Aleksander Fijałkowski
- Antoni Gorecki
- Wiktor Heltman
- Franciszek Ksawery Horodyński
- Teofil Izdebski
- Jan Nepomucen Janowski
- Henryk Kałussowski
- Tadeusz Krępowiecki
- Walenty Krosnowski
- Jan Ledóchowski
- Joachim Lelewel
- Walenty Lewandowski
- Jan Lewicki
- Ludwik Ozjasz Lubliner
- Teofil Magdziński
- Franciszek Malewski
- Tomasz Malinowski (działacz patriotyczny)[1]
- Jan Wincenty Mazurkiewicz
- Ludwik Mierosławski
- Ludwik Nabielak
- Walenty Nasierowski
- Feliks Nowosielski
- Antoni Oleszczyński
- Lucjan Plater
- Jan Kanty Podolecki
- Kazimierz Aleksander Pułaski
- Karol Rogawski
- Stanisław Ropelewski
- Karol Różycki
- Roch Rupniewski
- Albert Schmitt
- Lucjan Siemieński
- Franciszek Sznajde
- Aleksander Świętosławski
- Zenon Świętosławski
- Teodor Tripplin
- Teofil Wiśniowski
- Jan Tyssowski
- Michał Wołłowicz
- Stanisław Gabriel Worcell
- Józef Wysocki
- Józef Bohdan Zaleski
- Artur Zawisza
- Franciszek Zima
- Walenty Zwierkowski
- Ludwik Żychliński